# Société nationale des éditeurs, compositeurs et auteurs
La Société nationale des éditeurs, compositeurs et auteurs (Soneca) est l'organisation responsable des droits d'auteurs en République démocratique du Congo. Elle fut créée le 6 décembre 1969, sous l'impulsion du Président Mobutu, par l'Ordonnance-Loi no 69-064. Le rôle de la Soneca est « d'assurer la protection des œuvres de l'esprit dans le domaine littéraire, scientifique et artistique ; et cela, quels qu'en soient la valeur, la destination, le mode ou la forme d'expression ».